# Herb Sułkowic
Herb Sułkowic – jeden z symboli miasta Sułkowice i gminy Sułkowice w postaci herbu.

## Wygląd i symbolika
Herb przedstawia na czerwonej tarczy herbowej srebrnego orła ze złotymi nogami, dziobem, językiem i przepaską sierpową na skrzydłach, w złotej koronie na głowie, pod nim srebrną odwróconą podkowę, po bokach złote gałązki cisu. 
Herb nawiązuje do faktu iż niegdyś Sułkowice były wsią królewską. Także czerwień w barwie tarczy nawiązuje do barwy królewskiej. Podkowa jest zarówno symbolem szczęścia, jak i nawiązaniem do tradycji kowalstwa w Sułkowicach. Gałązki cisu nawiązują do miejscowej przyrody, z niegdyś licznych tu cisów ocalały jeszcze Cisy Raciborskiego w Harbutowicach. 

## Historia
Najstarszy znany wzór, z odcisku pieczęci z 1843, jest niewyraźny, prawdopodobnie przedstawia jeźdźca na koniu. Kolejne przedstawienie to godło gminne z 1866, przedstawiające cztery skrzyżowane włócznie z proporcami oraz gwiazdę sześcioramienną, być może symbolizujące cztery niwy na które, obok niwy należącej do plebana, dzieliła się wieś. Herbu tego używano do II wojny światowej. 
Kolejny herb, już miejski, ustanowiono w 1969. Przedstawiał w czerwonej tarczy srebrnego orła, bez korony, nad połową koła zębatego oraz skrzyżowane narzędzia: młotek i szczypce. Jego autorem jest Ryszard Judasz. 
W grudniu 1992 rada miasta i gminy zastąpiła herb z 1969 innym wzorem. Przedstawiał w błękitnej tarczy stylizowaną choinkę z młotkiem zamiast pnia, spoczywającej na kowadle, znajdującym się między ramionami podkowy. Wzór ten zakwestionowała Komisja Heraldyczna MSWiA, jako niezgodny z zasadami heraldyki: nie przestrzega zasady alternacji barw (metal kładzie się na barwę i odwrotnie, nie należy kłaść barwy na barwę ani metalu na metal) oraz zawierał zbyt wiele elementów. Powrócono więc do poprzedniej wersji herbu z 1969 roku, który obowiązuje nadal.
26 października 2006 uchwalono nowy herb, którego autorami byli Włodzimierz Chorązki (UJ Kraków) i Tomasz Rokicki (PK Kraków). Przedstawienie orła oparto na wzorze umieszczonym na sarkofagu króla Władysława Jagiełły.

Herb z 1969 roku
Herb z 1992 roku
Herb z 1866 roku